# Federica Tasca
Federica Tasca (Bergamo, 29 gennaio 1989) è una pallavolista italiana.
Gioca nel ruolo di centrale nel Chieri '76 Volleyball.

## Carriera
La carriera di Federica Tasca comincia nel 2003 nelle giovanili del Volley 2000 Pisogne, passando poi in prima squadra nella stagione 2006-07, per disputare la Serie B2. Nella stagione 2007-08 viene ingaggiata dal Volley Bergamo, con cui disputa il campionato di Serie B1, per poi, a metà annata, passare in prima squadra in Serie A1, vincendo la Coppa Italia.
Dopo un'altra stagione nella formazione orobiche, sempre nel campionato di Serie B1, nell'annata 2010-11, rimane nella stessa categoria vestendo la maglia della Pallavolo Ornavasso, club al quale resta legata per quattro stagioni, ottenendo la promozione in Serie A2 al termine del campionato 2011-12 e poi in Serie A1 al termine del campionato 2012-13.
Nella stagione 2014-15 ritorna nuovamente a Bergamo, in massima divisione, anche se a campionato in corso viene ceduta al club francese del Nantes, in Ligue A. Rientra in Italia già nell'annata successiva ingaggiata dal New Volley Libertas di Aversa, in Serie A2, categoria dove rimane anche per la stagione successiva militando tra le file del Chieri '76 Volleyball.

## Palmarès

### Club
- Coppa Italia: 1

2007-08